# لشکر ۲۴ پیاده (ایالات متحده آمریکا)
لشکر ۲۴ پیاده (انگلیسی: 24th Infantry Division) لشکر پیاده‌نظام مکانیزه نیروی زمینی ایالات متحده آمریکا است، که در سال ۱۹۲۱ تأسیس شد و در سال ۲۰۰۶ منحل گردید.
این لشکر که در طول جنگ جهانی دوم از لشکر منحل شده هاوایی تشکیل شد، در سراسر صحنه اقیانوس آرام فعالیت داشت، ابتدا در گینه نو جنگید و سپس در جزایر لیت و لوزون فیلیپین پیاده شد و نیروهای ژاپنی را از آنجا بیرون راند. پس از پایان جنگ، این لشکر در وظایف اشغال در ژاپن شرکت کرد و اولین لشکری بود که در آغاز جنگ کره واکنش نشان داد. در ۱۸ ماه اول جنگ، این لشکر به شدت در خطوط مقدم با نیروهای کره شمالی و چین درگیر بود و بیش از ۱۰۰۰۰ تلفات متحمل شد. پس از نبرد دوم برای ونجو، از خطوط مقدم به نیروی ذخیره برای بقیه جنگ منتقل شد، اما در پایان عملیات‌های جنگی بزرگ برای انجام وظیفه گشت‌زنی به کره بازگشت.
پس از استقرار در جنگ کره، این لشکر در طول جنگ سرد در اروپا و ایالات متحده فعال بود. پایگاه آن در فورت استوارت، جورجیا بود و بعداً در فورت رایلی، کانزاس دوباره فعال شد. تا زمان جنگ خلیج فارس، که با ارتش عراق روبرو شد، دیگر شاهد جنگ نبود. چند سال پس از آن درگیری، این لشکر به عنوان بخشی از کاهش نیروهای نظامی ایالات متحده پس از جنگ سرد در دهه ۱۹۹۰ غیرفعال شد. این لشکر در اکتبر ۱۹۹۹ به عنوان تشکیلاتی برای آموزش و استقرار واحدهای گارد ملی ارتش ایالات متحده، قبل از غیرفعال شدن در اکتبر ۲۰۰۶، دوباره فعال شد.